# Eduard Helfer
Eduard Franz Helfer (* 26. April 1920 in Bern-Bümpliz; † 8. April 1981 in Bolligen) war ein Schweizer Architekt, der in den Jahrzehnten nach dem Zweiten Weltkrieg in Bern ein  Architekturbüro führte.

## Leben
Eduard Helfer wurde in einfachen Verhältnissen geboren und war zeitlebens der Schaffung günstigen Wohnraums verpflichtet. Er machte eine Lehre als Hochbauzeichner, absolvierte danach das Technikum Burgdorf und besuchte als Gasthörer Vorlesungen an der ETH Zürich.  Eduard Helfer führte ein Architekturbüro, das vor allem im Wohnungsbau, später auch im Geschäftshausbau tätig war. 

## Schaffen
Ab 1946 erstellte Helfer in Architektengemeinschaft mit Emil Meyer erste Bauten, vor allem kleine Wohnsiedlungen. Mit eigenem Architekturbüro realisierte er ab 1949 vorerst kleine Bauten, hauptsächlich günstige Einfamilienhausgruppen, die sog. „Helfer-Hüsli“. Der Durchbruch erfolgte 1950 mit der Überbauung des Michelguts in Bern-Bümpliz in mehreren Etappen.
Die anschliessende Phase des Büros wurden zahlreiche Grossprojekte durchgeführt, vorwiegend im Wohnungsbau. Viele Bauten entstanden in intensiver Zusammenarbeit mit Architektenkollegen. Die Entwurfsarbeit jener Jahre war von seinem Mitarbeiter und späterem Büroteilhaber Anton Ammon geprägt.
Das zunehmende Auftragsvolumen sowie die zusätzlichen wirtschaftlichen Tätigkeiten in Immobilienverwaltung und -handel führten dazu, dass 1974 die „Helfer Architekten AG, Architekturbüro“ gegründet wurde. Treibende Kraft wurde Architekt Hans Aebi; Anton Ammon trat aus dem Büro aus.
Nach dem Tod Helfers erfolgte 1991 eine Unternehmensübergabe. Die Geschäftsleitung übernahm Alexander Friedli. Die Firma „Helfer Architekten und Planer AG“ ging 1994 in Konkurs.

## Bauten

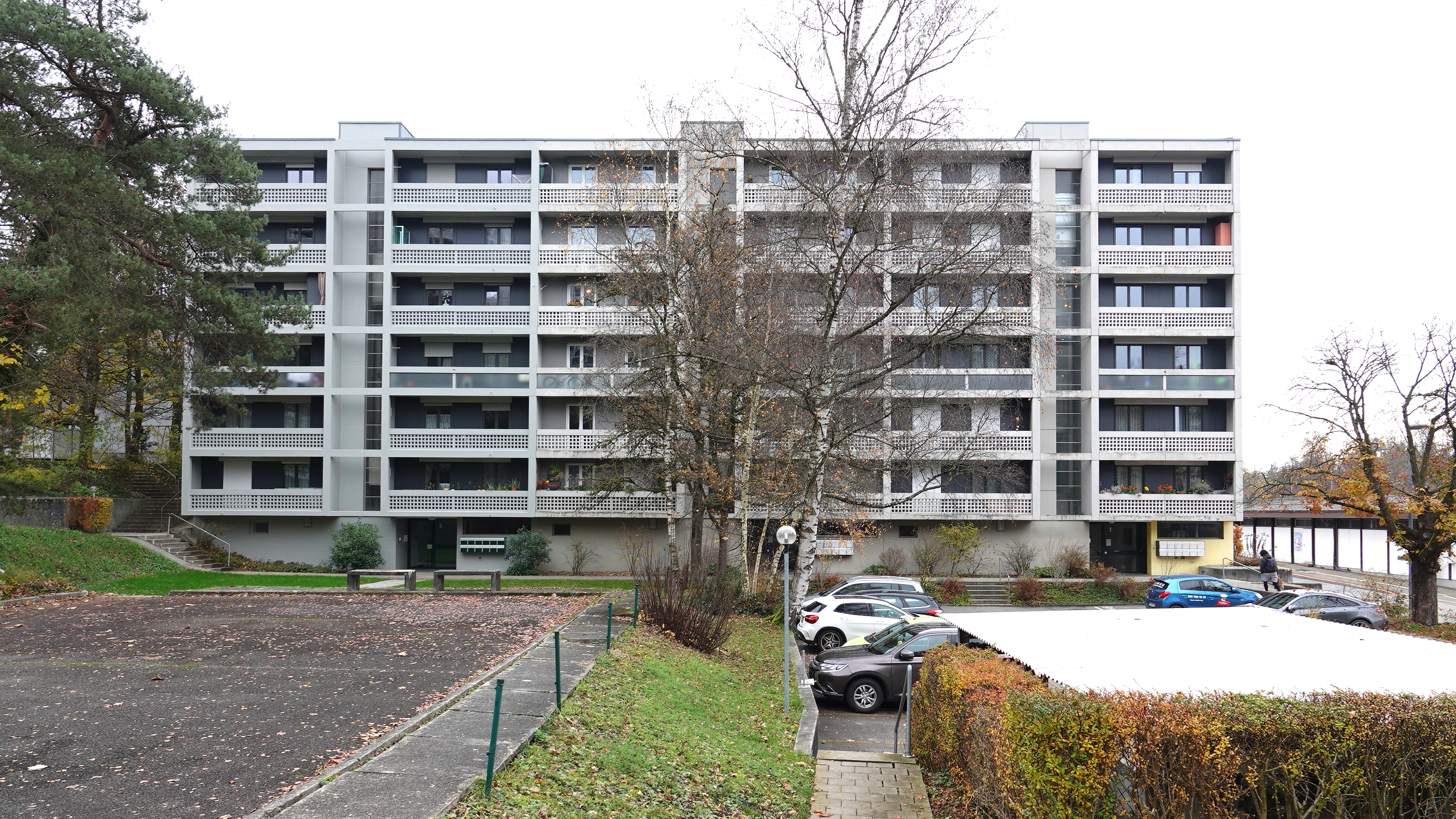
Mehrfamilienhaus von 1963–1965 als Teil der Überbaung Fischrainweg, Worblaufen (1922)

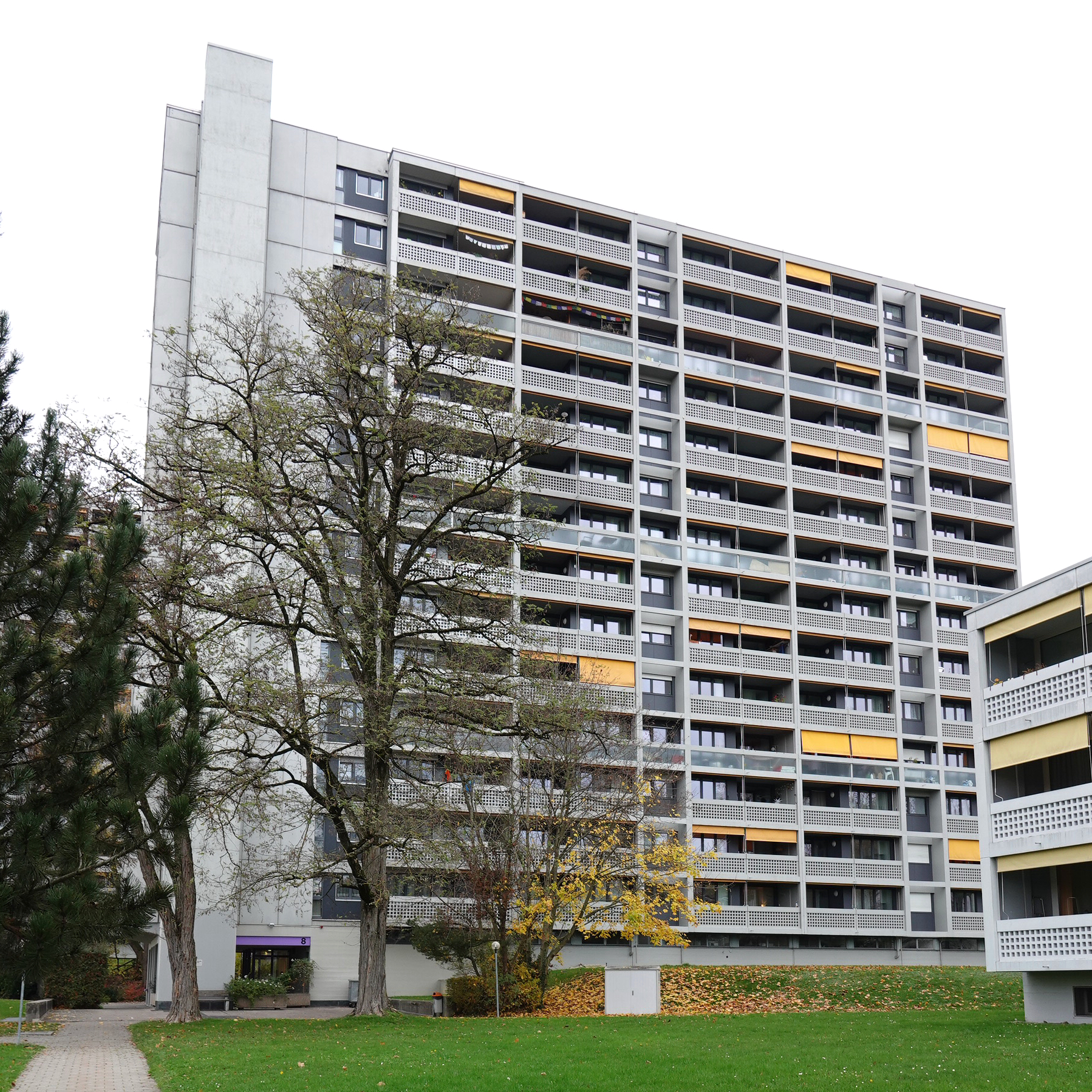
Mehrfamilienhaus von 1963–1967 als Teil der Überbaung Lindenhofstrasse, Worblaufen (1922)

- Siedlung Farnsberg, Herzogenbuchsee, 1946/47 (gemeinsam mit Emil Meyer)
- Überbauung Michelgut, Bern-Bümpliz, 1950
- Motel an der Aare, Interlaken, 1955
- Überbauung Neuhausgut in Bern-Bethlehem, 1957
- Einfamilienhaus Burech, Flugbrunnen, Bolligen, 1957
- Überbauung Pfrundgut, Bern-Bümpliz, 1957
- Siedlung Tscharnergut, Bern-Bümpliz, 1958–67 (mit Hans und Gret Reinhard, Lienhard und Strasser, Ernst Indermühle, Werner Kormann)
- Überbauung Lindenhofstrasse / Fischrainweg, Worblaufen, 1963–67
- Überbauung Robinsonweg, Bern, 1965
- Überbauung Schwabgut Siedlung Gäbelbach, Bern-Bümpliz, 1965–68 (mit Hans und Gret Reinhard, Thormann und Nussli, Wander und Leimer)
- Landwirtschaftliches Technikum, Zollikofen, 1966
- Einfamilienhaus Lachen, Thun, 1968
- Überbauung Gyrischachen, Burgdorf, 1970
- Überbauung Seidenberg, Gümligen, 1971(mit Hans und Gret Reinhard, Lienhard und Strasser)
- Überbauung Kleefeld West, Bern-Bümpliz, 1972 (mit Lienhard und Strasser, Bernhard Matti, Hans Rybi)
- Verwaltungsgebäude Weltpoststrasse, Bern, 1973–79
- Seniorenappartements Egghölzli, Bern, 1975